# Arena Lublin

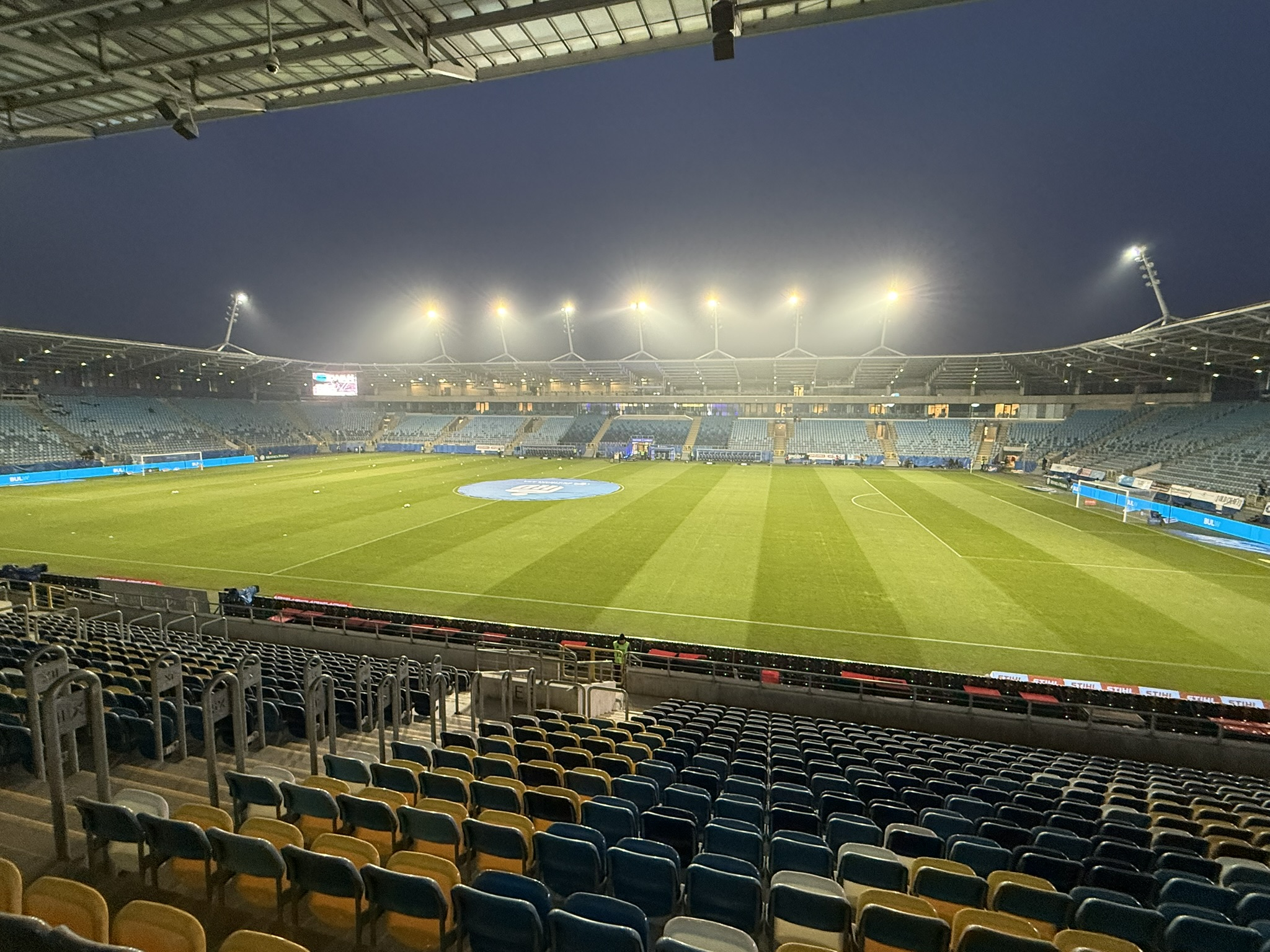
Widok na murawę Motor Lublin Areny przed meczem z GKS Katowice 2024/2025

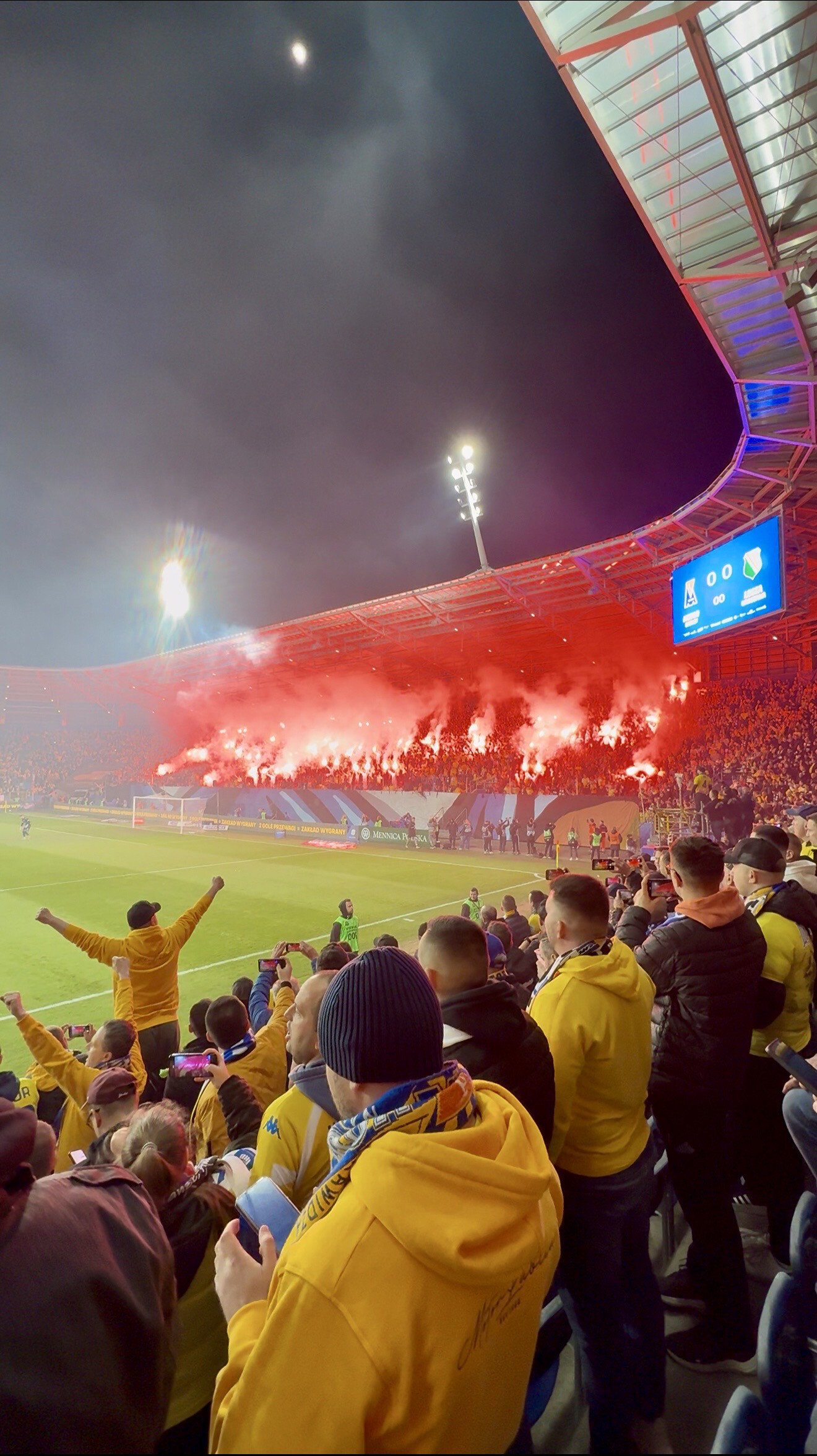
Oprawa na Motor Lublin Arenie Motor Lublin - Legia Warszawa Ekstraklasa 2024/2025

Arena Lublin, od 2025 Motor Lublin Arena – miejski stadion piłkarski przy ul. Stadionowej w Lublinie. Został wybudowany w latach 2012–2014 w dzielnicy Za Cukrownią, na terenach po zlikwidowanej Cukrowni Lublin, w odległości 50–100 m od Bystrzycy. Obiekt przeznaczony jest na mecze piłki nożnej. Mogą się także odbywać na nim koncerty.

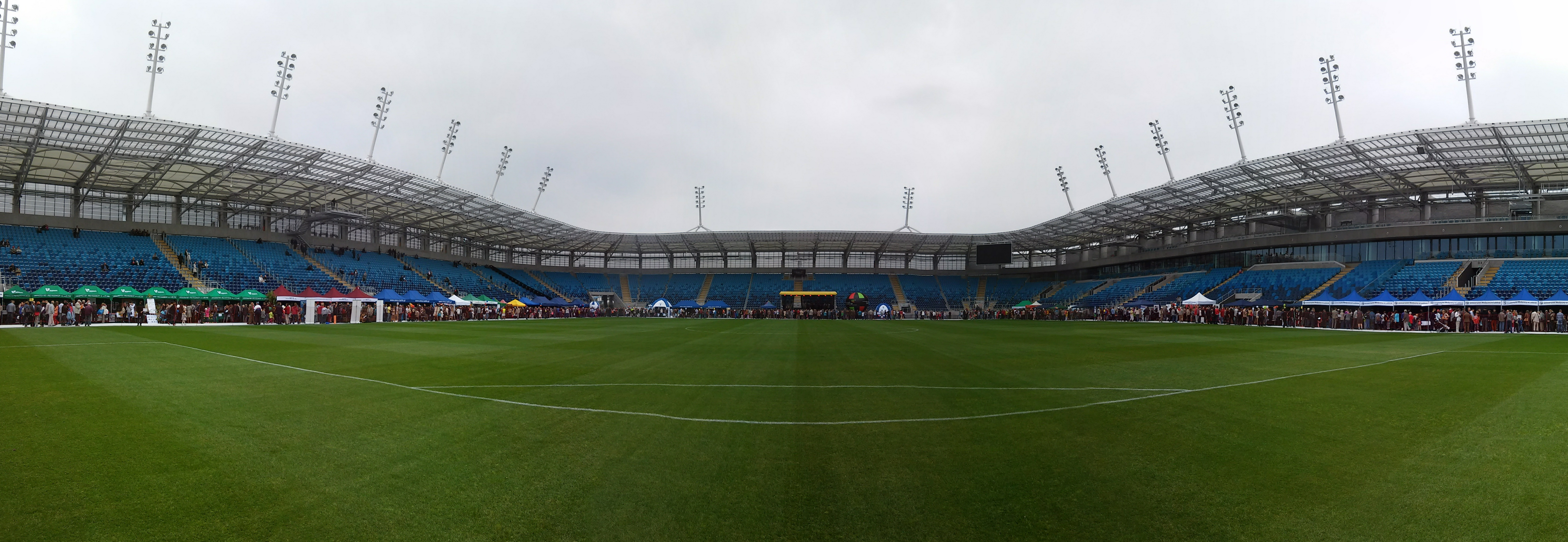
Arena Lublin – widok z murawy.

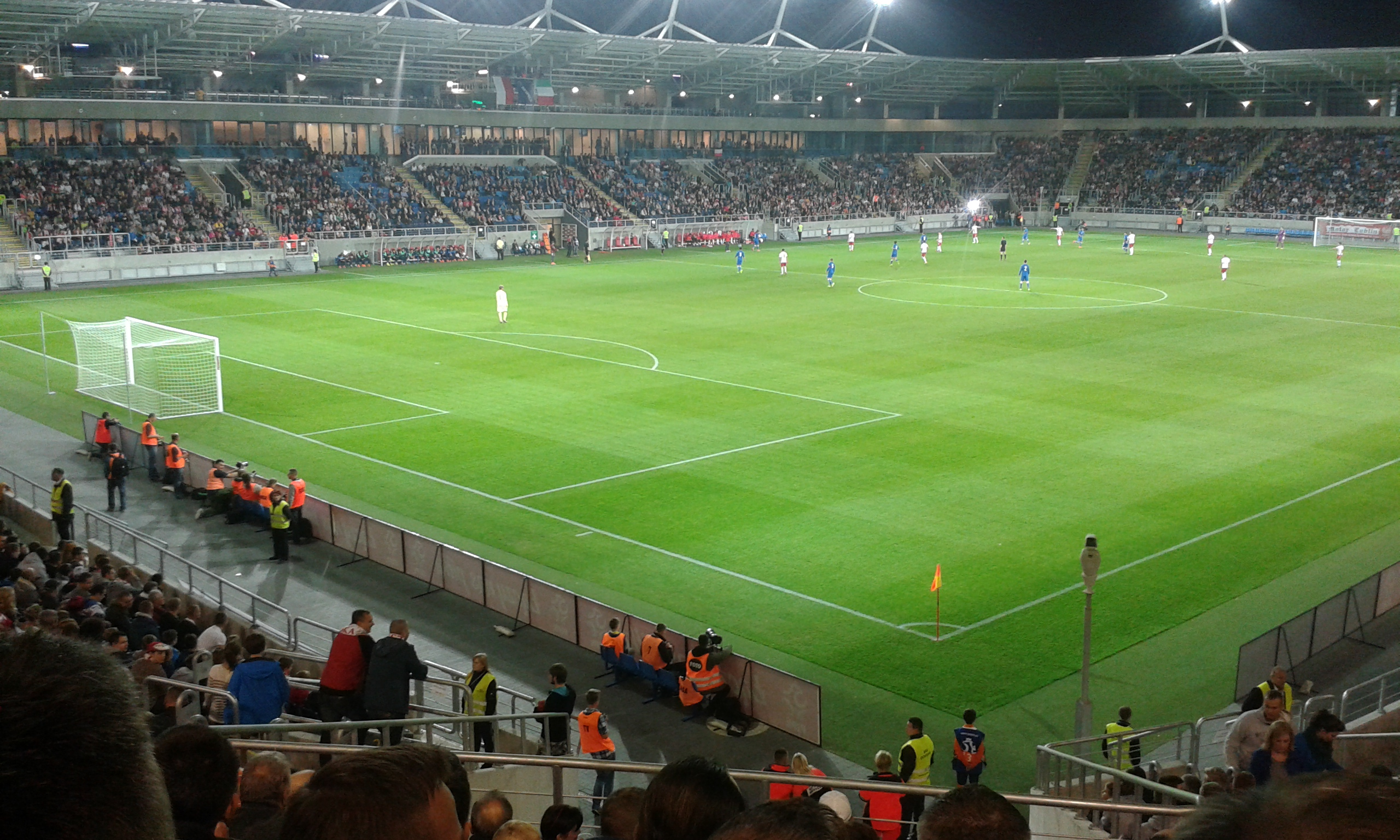
Arena Lublin podczas meczu reprezentacji Polski i Włoch do lat 20, rozegranego 9 października 2014.

## Budowa

### Historia i plany budowy
Historia budowy stadionu piłkarskiego w Lublinie przedłużała się od kilku lat, ponieważ magistrat zmieniał koncepcje jego lokalizacji. W 2007 r. władze miejskie postanowiły zmodernizować i powiększyć stadion MOSiR Bystrzyca przy Al. Zygmuntowskich, zachowując jego dotychczasowy charakter piłkarsko-żużlowy. W 2010 r. zdecydowano jednak o budowie nowego obiektu piłkarskiego przy ul. Krochmalnej, a stadion przy al. Zygmuntowskich miał zostać pozostawiony od 2013 r. żużlowcom KMŻ Lublin.
Budowa stadionu wraz z zagospodarowaniem przylegającego terenu została wpisana na listę podstawową projektów kluczowych w ramach regionalnego programu operacyjnego na lata 2007–2013. Wtedy szacowano, że roczne koszty utrzymania stadionu w wysokości 24 mln złotych zostaną pokryte z przychodu z biletów, reklam i obiektów komercyjnych, a 5 mln zł zostanie dołożone z miejskich funduszy. Miał on stanąć na palach, ponieważ – jak wykazały przeprowadzone badania – część terenu jest podmokła. Na trybunach stadionu może zasiąść maksymalnie 15 243 widzów. Obiekt znajduje się na gruntach wykupionych przez miasto od Krajowej Spółki Cukrowej. Teren inwestycji to ok. 30 ha, z czego ponad połowę zajmuje sam stadion.

### Projekt

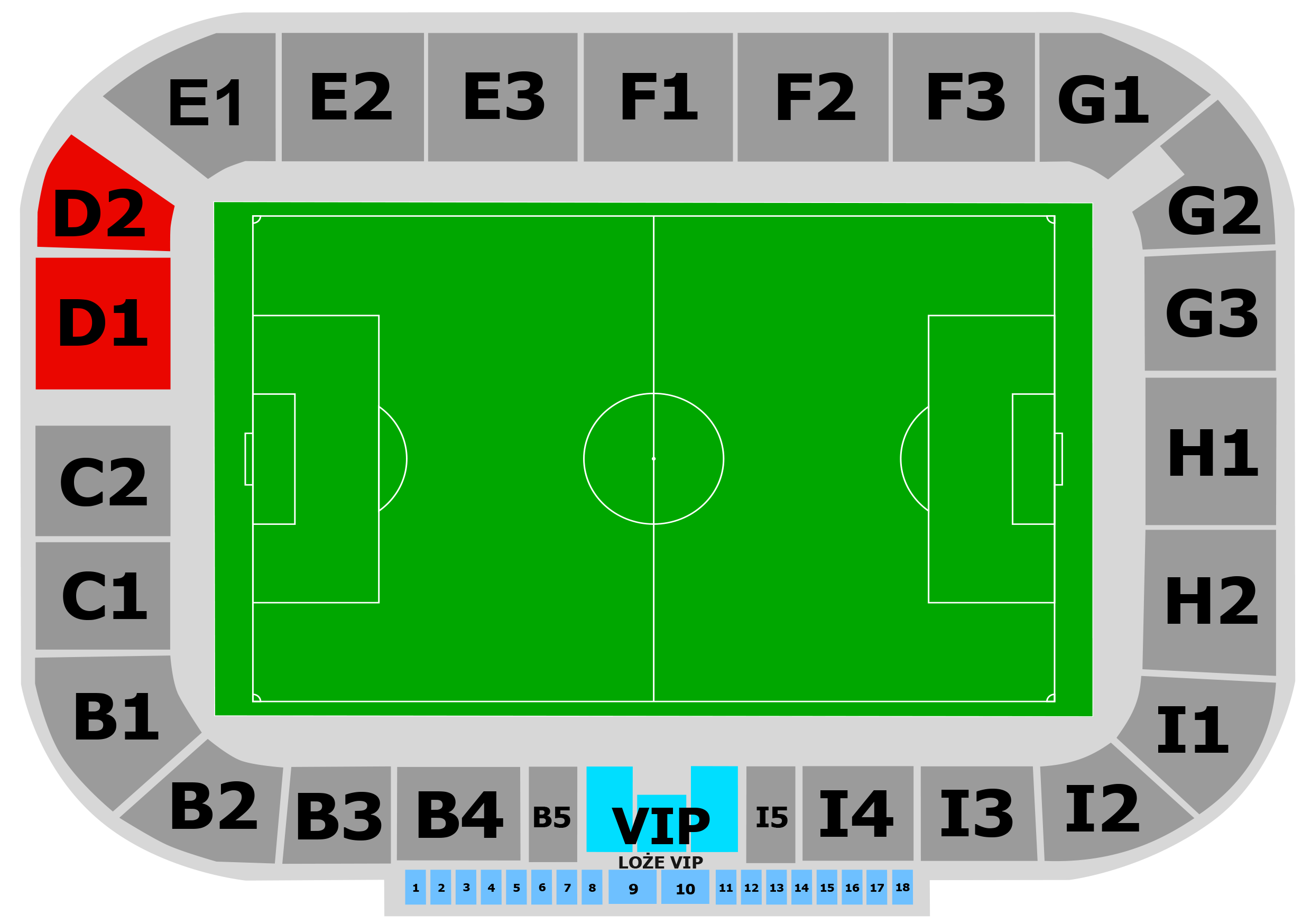
Plan sektorów na Arenie Lublin

Projekt zakładał trybuny zadaszone i wykonane z białej tkaniny z włókien szklanych, pokrytych teflonem. Tak zaprojektowane, by nie zacinał pod nie deszcz. Płyta boiska o wymiarach 105 na 68 metrów ma podgrzewaną murawę. Na poziomie pierwszego rzędu trybun znajduje się 20 stanowisk dla kibiców na wózkach inwalidzkich, a sektor gości oddzielony jest od pozostałych trzymetrową barierą z przezroczystych płyt.
Według władz miasta miały powstać dwa boiska treningowe ze sztuczną i trawiastą nawierzchnią (w tym boisko wielofunkcyjne), a także parking na minimum 1000 pojazdów. Inwestycja, realizowana w formule „zaprojektuj i wybuduj”, wyceniana była na 155 mln zł, z czego ok. 70 mln zł pochodziło z RPO. Mając na uwadze usprawnienie działań, lubelski ratusz planował powołać spółkę celową o nazwie „Stadion przy Krochmalnej”.
W ramach projektu planowana była także budowa ogrodzenia zewnętrznego i wewnętrznego (między trybunami i boiskiem) oraz ogrodzenia stadionu wraz z systemem kontroli dostępu, który miał być zintegrowany z kasami. Planowane było ponadto wzniesienie pawilonu obsługi stadionu wraz z zapleczem technicznym i sanitarnym dla zawodników i widzów, instalacja sztucznego oświetlenia o sile 2000 lx oraz niezależnego systemu oświetlenia awaryjnego, a także instalacja nagłośnienia stadionu oraz systemu monitoringu. System monitoringu CCTV miał być oparty na kamerach stacjonarnych i szybkoobrotowych, a instalacja światłowodowej sieci komputerowej umożliwić miało wprowadzenie komputerowego systemu rezerwacji i sprzedaży biletów.
Budowa stadionu wymusiła także wybudowanie nowej ul. Muzycznej. Zaplanowano też przedłużenie Trasy Zielonej od ul. Głębokiej do ul. Krochmalnej. Przy ul. Dzierżawnej stanąć miał pas zieleni tłumiącej hałas. Stadion Miejski przy ul. Krochmalnej miał się stać elementem szerszej sportowej infrastruktury wzdłuż śródmiejskiego odcinka Bystrzycy. Po przeciwnej stronie rzeki, na terenach Lubelskiego Klubu Jeździeckiego, stanąć miał bowiem tor wyścigów konnych.
Oficjalne wizualizacje stadionu lubelski ratusz zaprezentował 18 listopada 2011, a wybór dokonywany był z trzech wersji. Według tej koncepcji wszystkie trybuny miały być jednopoziomowe, a na zewnętrznej elewacji głównej trybuny projektanci zaproponowali umieszczenie napisu „Lublin” w formie znanej z miejskiego logo.

### Prace budowlane
2 września 2011 przedsiębiorstwo Budimex podpisało umowę na wykonanie inwestycji. Budimex zobowiązał się, że do września 2013 r. zbuduje stadion za 136 207 000 zł, a pierwsze wizualizacje i harmonogram prac pojawiły się 3–4 tygodnie od daty podpisania umowy. Projektem stadionu zajęło się biuro architektoniczne Estudio Lamela, które na początku lat 90. XX wieku przygotowało plany modernizacji i powiększenia madryckiego Estadio Santiago Bernabéu oraz zaprojektowało nowy stadion Cracovii. Główne roboty budowlane miały planowo ruszyć wiosną 2012 r., jednakże później miasto zdecydowało się przeprojektować obiekt tak, by zwiększyć powierzchnię komercyjną pod wynajem. Pierwsza łopata na budowie została wbita w grudniu 2012 r., a ostateczny termin budowy wyznaczono na czerwiec 2014 r..

## Nazwa
19 lutego 2025 sponsorem tytularnym stadionu została spółka Motor Lublin S.A. W wyniku umowy zawartej z Miejskim Ośrodkiem Sportu i Rekreacji w Lublinie i obowiązującej do 31 grudnia 2027, nazwę stadionu zmieniono na Motor Lublin Arena.

## Mecze piłkarskie

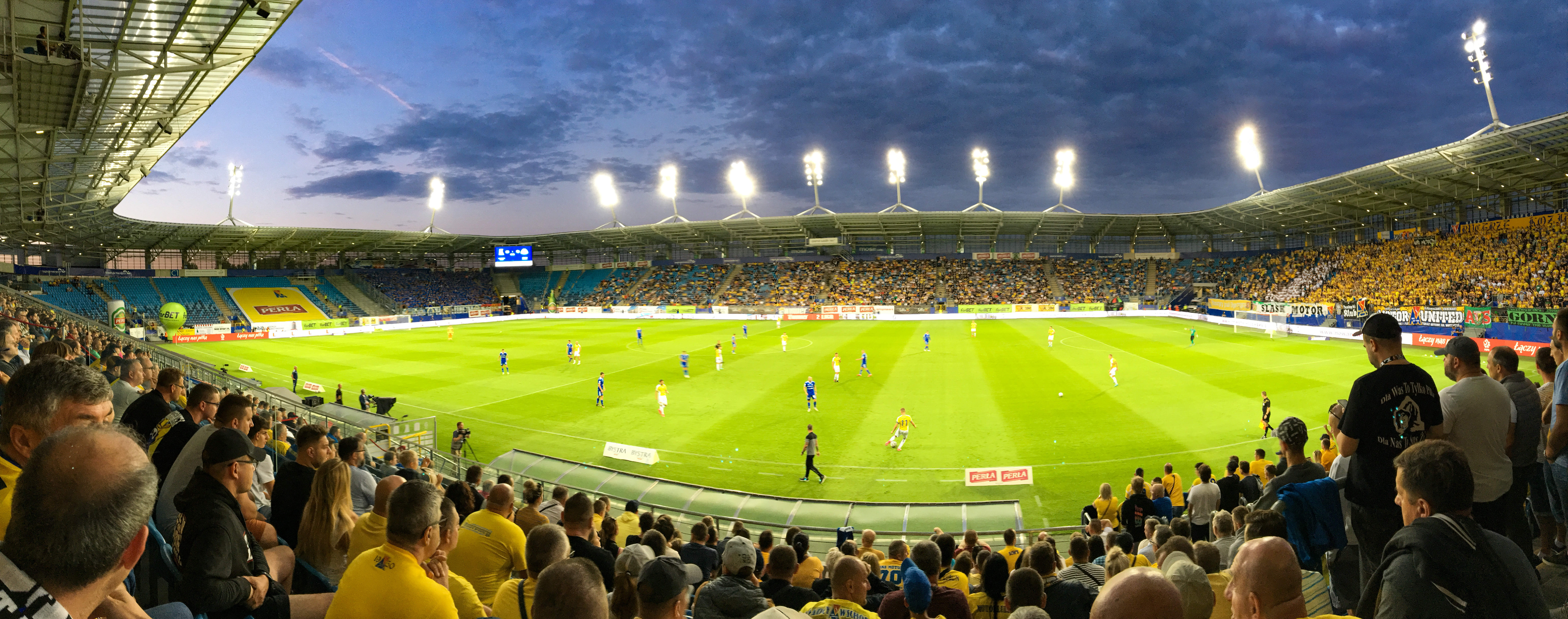
Mecz Motoru Lublin z Ruchem Chorzów, 8 sierpnia 2021 r.

W pierwszym meczu piłkarskim na Arenie Lublin rozegranym 9 października 2014 zmierzyły się reprezentacje Polski i Włoch do lat 20. Biało-Czerwoni zwyciężyli 2:1, a pierwszą, historyczną bramkę na nowym stadionie zdobył Mariusz Stępiński. Spotkanie obejrzało 13 850 widzów.
Pierwsze spotkanie o punkty zostało rozegrane 25 października 2014, gdzie w ramach meczu o mistrzostwo III ligi lubelsko-podkarpackiej zmierzyły się ze sobą dwa kluby z Lublina: Motor oraz Lublinianka. Mecz zakończył się wynikiem 1:1, a pierwszą, historyczną bramkę w spotkaniu drużyn klubowych zdobył kapitan Lublinianki, Erwin Sobiech w 45. minucie spotkania. Mecz obejrzało 6500 widzów. Były to również pierwsze derby miasta rozegrane przy sztucznym oświetleniu.
Od początku rundy wiosennej sezonu 2014/2015 zarówno Lublinianka, jak i Motor regularnie rozgrywali swoje mecze w roli gospodarza na Arenie Lublin. W sezonie 2016/2017 na tym obiekcie swoje mecze w ekstraklasie rozgrywał także Górnik Łęczna.
4 i 5 lipca 2015 na Arenie Lublin odbył się pierwszy, międzynarodowy turniej towarzyski Lotto Cup z udziałem Szachtara Donieck, AS Monaco i Hannoveru 96. Początkowo w turnieju udział miał wziąć Śląsk Wrocław, jednak ze względu na jego występ w kwalifikacjach Ligi Europy zaproszono Lechię Gdańsk. Turniej wygrał Hannover 96, który pokonał w finale rozgrywek Lechię po rzutach karnych.
W dniach 16–22 czerwca 2017 na Arenie Lublin odbyły się trzy mecze grupowe w ramach mistrzostw Europy U-21, których organizacja po raz pierwszy została powierzona Polsce. W maju i czerwcu 2019 na stadionie rozegrano 9 meczów mistrzostw świata do lat 20. 13 października 2020 roku na stadionie odbył się mecz w ramach eliminacji do mistrzostw Europy U-21 pomiędzy Szwecją a Armenią (mecz nie mógł być rozegrany w Szwecji z powodu restrykcji, związanych z pandemią COVID-19).
24 lipca 2020 r. na Arenie Lublin rozegrano finał Pucharu Polski mężczyzn w sezonie 2019/2020. W pojedynku zwyciężyła Cracovia.

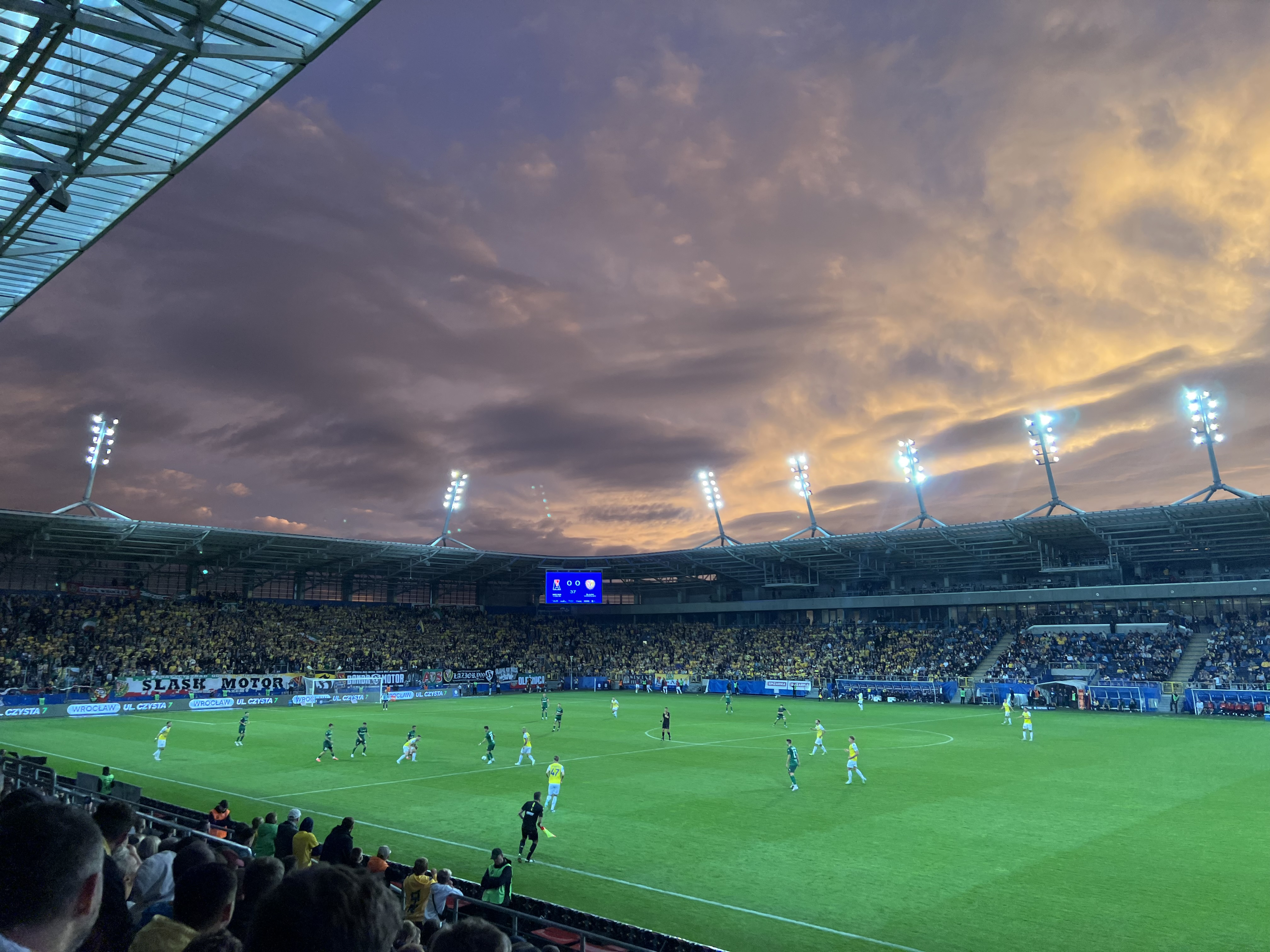
Motor Lublin - Śląsk Wrocław, PKO BP Ekstraklasa 2024/25

24 marca 2021 na stadionie odbył się mecz pierwszej kolejki el. do MŚ 2022 pomiędzy reprezentacjami Estonii i Czech (2:6). Pierwotnie spotkanie miało być rozegrane na A. Le Coq Arena w Tallinnie, ale z powodu restrykcji związanych z trwającą pandemią COVID-19, meczu nie można było rozegrać na terenie Estonii (w kraju było możliwe organizowanie zawodów sportowych z udziałem maksymalnie 100 osób, tymczasem UEFA wymagała, by ten limit wynosił minimum 150 osób), w związku z czym estońska federacja piłkarska zmuszona była szukać obiektu na terenie neutralnym, a wybór padł na Arenę Lublin. Mecz w Lublinie odbył się bez udziału publiczności. 2 maja 2021 roku rozegrano bez kibiców kolejny finał Pucharu Polski Raków Częstochowa – Arka Gdynia, wynik meczu 2:1.

### Reprezentacja Polski w piłce nożnej kobiet
5 kwietnia 2019 roku na Arenie Lublin odbył się mecz towarzyski reprezentacjj Polski w piłce nożnej kobiet (Polska zagrała z reprezentacją Włoch. 12 listopada 2019 roku w spotkaniu eliminacji mistrzostw Europy reprezentacja Polski zremisowała 0:0 z reprezentacją Hiszpanii. 6 września 2022 roku w ramach eliminacji mistrzostw świata reprezentacja Polski wygrała z reprezentacją Kosowa 7:0.

### Lista meczów reprezentacji Polski U-21
| Lp. | Data                | Gospodarz   | Wynik | Rywal         | Rozgrywki                                                | Źródło |
| --- | ------------------- | ----------- | ----- | ------------- | -------------------------------------------------------- | ------ |
| 1.  | 9 października 2014 | Polska U-21 | 2:1   | Włochy U-21   | mecz towarzyski, Turniej Czterech Narodów U-21           | [ 45 ] |
| 2.  | 8 października 2015 | Polska U-21 | 3:1   | Izrael U-21   | mecz towarzyski                                          | [ 46 ] |
| 3.  | 6 września 2016     | Polska U-21 | 1:1   | Węgry U-21    | mecz towarzyski                                          | [ 47 ] |
| 4.  | 16 czerwca 2017     | Polska U-21 | 1:2   | Słowacja U-21 | Mistrzostwa Europy U-21 w Piłce Nożnej 2017              | [ 48 ] |
| 5.  | 19 czerwca 2017     | Polska U-21 | 2:2   | Szwecja U-21  | Mistrzostwa Europy U-21 w Piłce Nożnej 2017              | [ 49 ] |
| 6.  | 27 marca 2018       | Polska U-21 | 1:0   | Litwa U-21    | Eliminacje - Mistrzostwa Europy U-21 w Piłce Nożnej 2019 | [ 50 ] |
| 7.  | 7 września 2021     | Polska U-21 | 1:2   | Izrael U-21   | Eliminacje - Mistrzostwa Europy U-21 w Piłce Nożnej 2021 | [ 51 ] |

## Najwyższe frekwencje na meczach Motoru Lublin
Tabela uwzględnia dziesięć największych widowni, które zgromadziła Arena Lublin na meczach piłkarskich Motoru Lublin (stan na 22 lipca 2025 roku).
| Nr  | Frekwencja | Data             | Gospodarz    | Wynik          | Rywal             | Rozgrywki                       | Źródło |
| --- | ---------- | ---------------- | ------------ | -------------- | ----------------- | ------------------------------- | ------ |
| 1.  | 15 200     | 10 marca 2025    | Motor Lublin | 3:3            | Legia Warszawa    | Ekstraklasa                     | [ 8 ]  |
|     | 15 200     | 13 kwietnia 2025 | Motor Lublin | 1:2            | Lech Poznań       | Ekstraklasa                     | [ 52 ] |
| 3.  | 15 110     | 30 maja 2024     | Motor Lublin | 0:0 pd. k. 4-2 | Górnik Łęczna     | 1/2 finału baraży o Ekstraklasę | [ 53 ] |
| 4.  | 14 914     | 1 grudnia 2021   | Motor Lublin | 1:2            | Legia Warszawa    | 1/8 finału Pucharu Polski       | [ 54 ] |
| 5.  | 14 767     | 26 kwietnia 2025 | Motor Lublin | 0:1            | Cracovia          | Ekstraklasa                     | [ 55 ] |
| 6.  | 14 718     | 20 lipca 2025    | Motor Lublin | 1:0            | Arka Gdynia       | Ekstraklasa                     | [ 56 ] |
| 7.  | 14 562     | 4 sierpnia 2024  | Motor Lublin | 1:1            | Korona Kielce     | Ekstraklasa                     | [ 57 ] |
| 8.  | 14 436     | 28 września 2024 | Motor Lublin | 2:1            | Śląsk Wrocław     | Ekstraklasa                     | [ 58 ] |
| 9.  | 14 195     | 30 marca 2025    | Motor Lublin | 4:1            | Stal Mielec       | Ekstraklasa                     | [ 59 ] |
| 10. | 14 158     | 21 lipca 2024    | Motor Lublin | 0:2            | Raków Częstochowa | Ekstraklasa                     | [ 60 ] |